# Jules Petiet

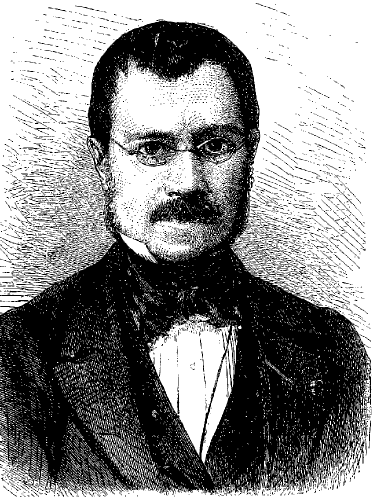
Jules Alexandre Petiet

Jules Alexandre Petiet (1813 - 1871) was een Franse ingenieur. 
Hij bouwde de eerste Franse spoorwegen vanaf 1842 op de linkeroever van Versailles. Hij is een van de 72 Fransen wier namen in reliëf op de Eiffeltoren zijn aangebracht.